# Park Sae-young
Park Sae-young (født 11. august 1994) er en kvindelig sydkoreansk håndboldspiller som spiller for Gyeongnam Development Corporation og Sydkoreas kvindehåndboldlandshold.
Hun repræsenterede Sydkorea, under VM i kvindehåndbold 2019 i Japan.
Hun var også med til at vinde guld ved Asienmesterskabet i 2018 i Japan, efter finalesejr over Japan, med cifrene 30-25.